# Isabel Aguilera
Isabel Aguilera Navarro (Sevilla, 1960) es una directiva y consejera de empresas, como Indra. Fue directora general de Google para España y Portugal, entre otros cargos de responsabilidad, y posteriormente asesora de empresas.

## Biografía
En la Universidad de Sevilla se licenció en Arquitectura y Urbanismo y en Madrid amplió sus estudios realizando un MBA en el IE Business School y posteriormente un programa de desarrollo directivo en el IESE. Su carrera profesional comienza en una pequeña empresa de software para ingenieros y arquitectos, donde orientó el trabajo de los programadores de acuerdo con las necesidades de los clientes. A partir de aquí, sus trabajos casi siempre han estado relacionados con el sector de las tecnologías de la información. En su currículo podemos encontrar importantes empresas del sector:
- Soft: Responsable del departamento de contenidos.
- Compaq: Responsable de los departamentos de Marketing y Comunicación.
- Olivetti: Permaneció 15 meses.
- Hewlett-Packard: Trabajó durante seis años.
- Airtel: Responsable de su “puesta en marcha”.
- NH Hoteles: Directora General de Operaciones del Grupo.
- DELL Computer Corporation: En 1997 fue nombrada directora gerente para España y Portugal.

En marzo de 2006 es nombrada por Google como directora general para España y Portugal, cargo que ocupa hasta el 15 de enero de 2008.
La revista Financial Times la mencionó como una de las 25 mejores ejecutivas europeas y la Fortune como una de las 50 más influyentes de todo el mundo.
En octubre de 2005 participó en el Congreso E-Business que se celebró en Bilbao bajo el lema “Creatividad e innovación en los negocios”, con la ponencia titulada “Casos prácticos para un comercio electrónico eficaz”.
Vinculada profesionalmente al sector tecnológico, ha ocupado diversos cargos en las empresas Soft, Compaq, Olivetti, Hewlett- Packard, Airtel, NH Hoteles, DELL Computer Corporation, Google y General Electric. Es consejera de Indra y miembro del comité directivo de compensación de la Corporación Universitaria Internacional Laureate Education Inc.
Además, desde 2011 es presidenta del Consejo Social de la Universidad de Sevilla.